# Materia activa

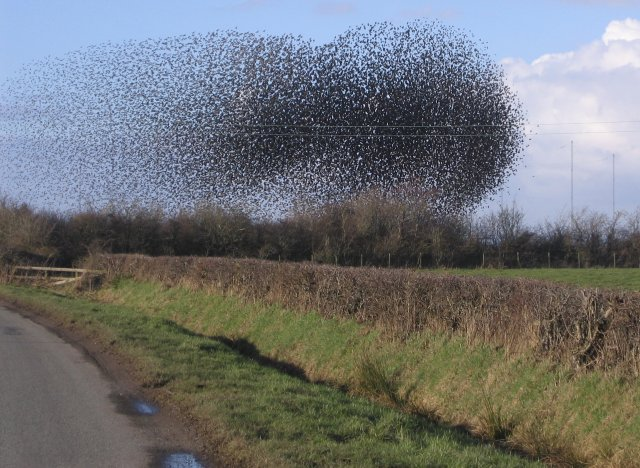
Una bandada de estorninos que actúa como un enjambre

La materia activa está compuesta de un gran número de «agentes activos», cada uno de los cuales consume energía para moverse o para ejercer fuerzas mecánicas. Debido al consumo de energía, estos sistemas están intrínsecamente fuera de equilibrio térmico. Ejemplos de materia activa son los bancos de peces, bandadas de aves, bacterias, partículas autopropulsadas artificiales, y la autoorganización de los bio-polímeros tales como los microtúbulos y la actina, siendo parte ambos del citoesqueleto de las células vivas. La mayoría de los ejemplos de materia activa son de origen biológico; sin embargo, una gran cantidad del trabajo experimental está dedicado a los sistemas sintéticos. La materia activa es un campo relativamente nuevo en física de la materia blanda: el modelo más ampliamente estudiado, el modelo de Vicsek, data de 1995.
La investigación en materia activa combina técnicas de análisis, simulaciones numéricas y los experimentos. Notable enfoques analíticos incluyen la hidrodinámica, la teoría cinética, y la física estadística del no-equilibrio. Estudios numéricos involucran principalmente a modelos de partículas autopropulsadas, haciendo uso de técnicas basadas en agentes y de algoritmos de dinámica molecular. Los experimentos en los sistemas biológicos se extienden sobre un amplio rango de escalas, incluyendo grupos de animales (por ejemplo, bandadas, manadas de mamíferos, bancos de peces y enjambres de insectos), colonias de bacterias, tejido celular (por ejemplo, el tejido epitelial de capas, el crecimiento del cáncer y la embriogénesis), los componentes del citoesqueleto (por ejemplo, los ensayos de la motilidad in vitro , de las redes de actina-miosina y filamentos impulsados por motores moleculares). Experimentos en sistemas sintéticos incluyen la autopropulsión de los coloides (por ejemplo, partículas impulsadas foréticamente), materia granular impulsada (por ejemplo, vibrado de monocapas), enjambres de robots y rotadores Quinke.
Conceptos en materia activa
- Geles activos
  - Materia activa densa
- Movimiento colectivo
  - Comportamiento colectivo de los animales
- La motilidad inducida por la separación de la fase
- Agregaciones, cardúmenes y enjambres

Sistemas de materia activa

- Los tejidos biológicos
  - Mecánica celular y subcelular
- El comportamiento de las aglomeraciones
- La autopropulsión de partículas y coloides